# Jan Somer

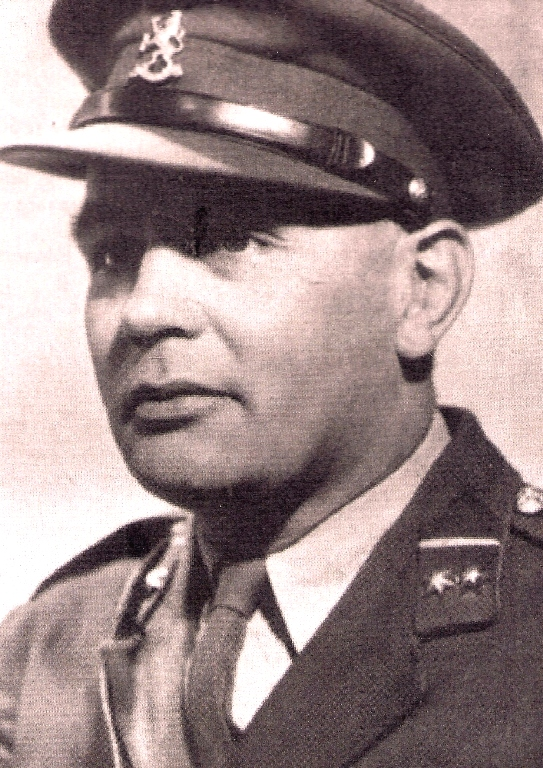
Jan Somer als Oberstleutnant der niederländischen Armee im Jahr 1938.

Jan Marginus Somer (* 22. Oktober 1899 in Assen; † 3. April 1979 in Bussum) war ein niederländischer Offizier und Widerstandskämpfer gegen die deutsche Besatzung während des Zweiten Weltkriegs.

## Leben
Geboren als Sohn des Kupferschmieds Gerke Somer (1872–1960) und dessen Ehefrau Johanna Scholte (1877–1926) in der Provinz Drenthe, hatte er als junger Leutnant in der Königlich Niederländisch-Indischen Armee (KNIL) in Niederländisch-Ostindien gedient. Im Jahr 1928 kehrte er in sein Heimatland zurück und wurde als Dozent an die Königlich Niederländische Militärakademie (KMA) nach Breda abkommandiert.
Unmittelbar nach dem 10. Mai 1940, dem Tag des deutschen Überfalls auf die neutralen Niederlande, schloss er sich dem niederländischen Widerstand an. Zunächst wirkte er in den Niederlanden. Dann gelangte er über die Schweiz und weiter über Suriname, Curaçao und die Vereinigten Staaten in das Vereinigte Königreich. In London angekommen, wurde er im dortigen Büro des niederländischen Militärgeheimdienstes Bureau Inlichtingen (BI) zum stellvertretenden Leiter ernannt. Das BI war während des Zweiten Weltkriegs für die niederländische Spionage verantwortlich und arbeitete eng mit dem britischen Secret Intelligence Service (SIS) zusammen, auch unter dem Kürzel MI6 bekannt. Kurze Zeit später wurde Somer der Chef des BI und war hauptsächlich zuständig für die Ausbildung von Agenten sowie den Kontakt zum Widerstand in den besetzten Niederlanden.
Im Mai 1943 beobachtete er mit Sorge verdächtige Vorgänge in seinem Mutterland, die später unter dem Namen „Englandspiel“ publik wurden. Im November desselben Jahres reiste er in die spanische Hauptstadt Madrid. Im Mai 1945 gelangte er in die befreiten Niederlande zurück, wurde 1948 zum Obersten befördert und war bis 1949 Direktor des Militärnachrichtendienstes in Niederländisch-Ostindien. Er blieb dies bis 1949 und war in dieser Zeit auch Mitbegründer der neuen niederländischen Stay-behind-Organisation Operatiën & Inlichtingen (O&I), die 1947 aus den Erfahrungen des Widerstands gegen die deutsche Besatzung während des Zweiten Weltkriegs entstand und 1992 von Ministerpräsident Ruud Lubbers aufgelöst wurde.
Jan Somer führte von 1922 bis 1946 eine Ehe mit Geesje Strating, mit der er zwei Töchter und einen Sohn hatte. Nach der Scheidung heiratete er 1946 Weia Tabitha van Altena. Mit ihr hatte er drei Söhne. Jan Somer wurde 79 Jahre alt. Er starb im Jahr 1979 in Bussum.